# Pressão expiratória final positiva
Pressão expiratória final positiva (PEEP) é uma pressão alveolar acima da pressão atmosférica medida no fim da expiração. Existem dois tipos de PEEP: extrínseca e intrínseca. A extrínseca é usada de forma terapêutica durante a ventilação mecânica. A intrínseca pode ser uma complicação da expiração incompleta ou retenção de ar nos pulmões.